# Bruno Marengo
Bruno Marengo (Spotorno, 23 marzo 1943) è un politico e scrittore italiano.

## Biografia
Esponente del Partito Comunista Italiano a Savona, fu consigliere comunale nel capoluogo e sindaco di Savona dal 1987 al 1990. Alle elezioni liguri del 1990 venne eletto al Consiglio regionale per la V legislatura, ricoprendo anche la carica di vicepresidente del consiglio fino al 24 aprile 1995. In seguito allo scioglimento del PCI, si iscrisse alla Rifondazione Comunista, partito con il quale venne eletto consigliere della Provincia di Savona per due legislature nel 1995 e nel 1999. È stato sindaco di Spotorno, suo comune natale, dal giugno 2004 al giugno 2009.
Ha esordito come scrittore nel 1993, e ha all'attivo opere di narrativa (romanzi e racconti) e di poesia.